# Zelów (gmina)
Zelów – gmina miejsko-wiejska w Polsce położona w województwie łódzkim, w powiecie bełchatowskim. W latach 1975–1998 gmina administracyjnie należała do województwa piotrkowskiego. Siedziba gminy to Zelów.
Gmina Zelów przed  29 września 1954 roku była w obrębie powiatu łaskiego i składała się z 4 gromad. W obecnym kształcie powstała po reaktywowaniu gmin z dniem 1 stycznia 1973 roku w większości z większej części dawnego obszaru gminy Bujny Szlacheckie składającej się z 22 gromad i z mniejszej od niej dawnej gminy Zelów.

## Struktura powierzchni
Gmina Zelów ma obszar 167,11 km², w tym:
- użytki rolne: 67,95%
- użytki leśne: 26,83%
- grunty zurbanizowane i zabudowane: 4,36%
- grunty pod wodami: 0,42%
- grunty pozostałe: 0,44%[2]

Gmina stanowi 17,27% powierzchni powiatu bełchatowskiego.

## Demografia
Liczba ludności (dane z 31 grudnia 2023):
|        | Ogółem | Ogółem | Kobiety | Kobiety | Mężczyźni | Mężczyźni |
| osób   | %      | osób   | %       | osób    | %         |           |
| ------ | ------ | ------ | ------- | ------- | --------- | --------- |
| Ogółem | 14 349 | 100    | 7268    | 50,65   | 7081      | 49,35     |
| Miasto | 7059   | 49,20  | 3637    | 25,35   | 3422      | 23,85     |
| Wieś   | 7290   | 50,80  | 3631    | 25,30   | 3659      | 25,50     |

▶Wieś vs ▶miasto
Ogółem (▶k, ▶m)
Miasto (▶k, ▶m)
Wieś (▶k, ▶m)
- Piramida wieku mieszkańców gminy Zelów

## Sołectwa
Bocianicha, Bujny Księże, Bujny Szlacheckie, Chajczyny, Dąbrowa, Grabostów, Grębociny, Ignaców, Jamborek, Janów, Jawor, Karczmy, Kociszew, Kolonia Kociszew, Kurówek, Łęki, Łobudzice, Kolonia Łobudzice, Mauryców, Ostoja, Pawłowa, Pożdżenice, Kolonia Pożdżenice, Pszczółki, Pukawica, Sobki, Sromutka, Walewice, Wola Pszczółecka, Wygiełzów, Wypychów, Zabłoty, Zagłówki, Zalesie, Zelówek.

## Pozostałe miejscowości
Bominy, Bujny Księże, Faustynów, Kolonia Karczmy, Kociszew A, Kolonia Grabostów, Kolonia Ostoja, Krześlów, Kurów, Kuźnica, Łęki-Kolonia, Marszywiec, Nowa Wola, Pieńki-Augustów, Podlesie, Przecznia, Tosin, Zalesie-Kolonia.

## Sąsiednie gminy
Bełchatów, Buczek, Dłutów, Drużbice, Kluki, Łask, Sędziejowice, Szczerców, Widawa